# Comisión para la Preservación de Monumentos Históricos de Nueva York

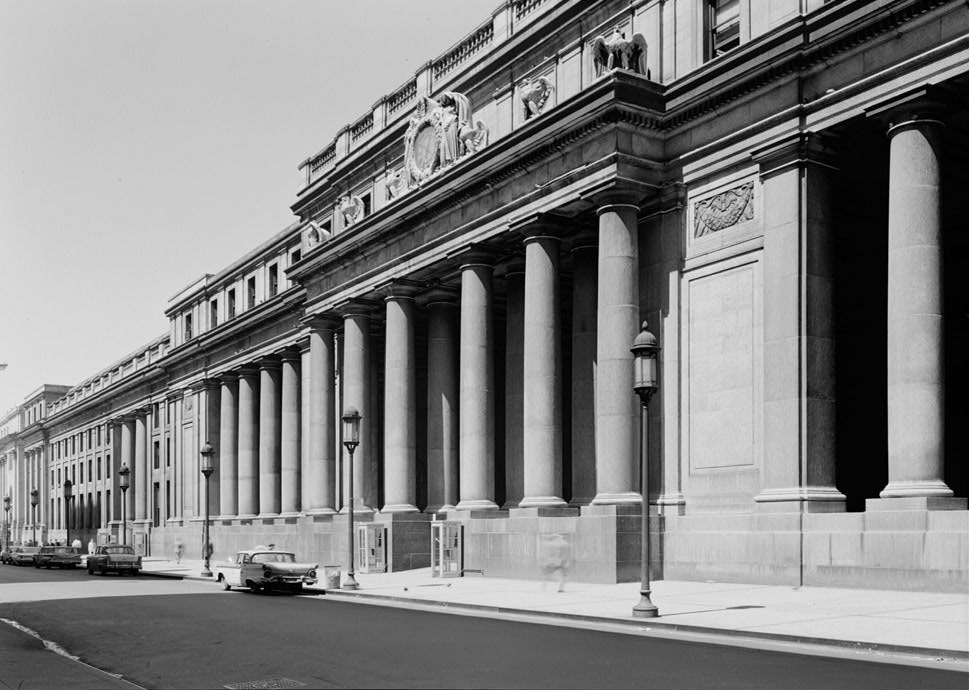
La demolición de la estación de Pensilvania fue un momento clave en el movimiento conservacionista, que condujo a la creación de la LPC

La Comisión de Preservación de Monumentos Históricos de la Ciudad de Nueva York (LPC) es la agencia de la Ciudad de Nueva York encargada de administrar la Ley de Preservación de Monumentos Históricos de la ciudad. Es responsable de proteger los edificios y sitios de importancia arquitectónica, histórica y cultural de la ciudad de Nueva York otorgándoles el estatus de hito o distrito histórico y regulándolos después de su designación. Es la agencia de preservación municipal más grande de la nación. A julio de 2020, ha designado más de 37 000 propiedades emblemáticas en los cinco boroughs: Bronx, Brooklyn, Manhattan, Queens y Staten Island. La mayoría se concentran en distritos históricos, aunque hay más de mil hitos individuales, así como numerosos hitos interiores y paisajísticos.
El alcalde Robert F. Wagner Jr. organizó por primera vez un comité de preservación en 1961 y, al año siguiente, creó la LPC. El poder de la LPC se fortaleció en gran medida después de la aprobación de la Ley de Monumentos Históricos en abril de 1965, un año y medio después de la destrucción de la Estación Pensilvania. La LPC ha estado involucrada en varias decisiones de preservación importantes, incluida la de Grand Central Terminal. En 1990, David Dinkins citóa la LPC por haber preservado la identidad municipal de la ciudad de Nueva York y mejorado la percepción del mercado de varios vecindarios.
La LPC está gobernada por once comisionados. La Ley de Preservación de Monumentos establece que un edificio debe tener al menos 30 años antes de que la LPC pueda declararlo un monumento.

## Objetivos y funciones
El objetivo de la ley de hitos de la Ciudad de Nueva York es preservar los edificios, estructuras y objetos estética e históricamente importantes que conforman la vista de la Ciudad de Nueva York. La Comisión de Preservación de Monumentos Históricos decide qué propiedades deben estar sujetas al estatus de monumento histórico y promulgar regulaciones para proteger la naturaleza estética e histórica de estas propiedades. La LPC conserva no solo edificios arquitectónicamente significativos, sino también el sentido histórico general del lugar de los vecindarios designados como distritos históricos. La LPC supervisa los hitos designados en los cinco boroughs, desde el castillo de Fonthill en North Bronx, construido en 1852 para el actor Edwin Forrest, hasta la Casa de Conferencias de la década de 1670 en Staten Island, donde asistieron Benjamin Franklin y John Adams. una conferencia destinada a poner fin a la Guerra Revolucionaria.
La LPC ayuda a preservar las propiedades emblemáticas de la ciudad al regular los cambios en sus características importantes. El papel de la LPC ha evolucionado con el tiempo, especialmente con el cambiante mercado inmobiliario cambiante en la ciudad de Nueva York.
Los hitos potenciales son nominados ante la LPC por los ciudadanos, los propietarios, el personal del gobierno de la ciudad o los comisionados u otro personal de la LPC. Posteriormente, el LPC realiza un estudio de las propiedades, visitando los sitios para determinar qué estructuras o propiedades deben investigarse más a fondo. Las propiedades seleccionadas luego se discutirán en audiencias públicas donde se registra el apoyo o la oposición a la designación de un hito propuesto. De acuerdo con la Ley de Preservación de Monumentos Históricos, un edificio debe tener al menos treinta años antes de que la LPC pueda declararlo un monumento histórico. La aprobación de una designación histórica requiere que seis comisionados voten a favor. Luego, las designaciones aprobadas se envían al Consejo de la Ciudad de Nueva York, que recibe informes de otras agencias de la ciudad, incluida la Comisión de Planificación de la Ciudad de Nueva York, y decide si confirma, modifica o veta la designación. Antes de 1990, la Junta de Estimaciones de la Ciudad de Nueva York tenía poder de veto, en lugar del Concejo Municipal. Después de la aprobación final del Concejo Municipal, la designación de un hito puede anularse si se presenta una apelación dentro de los 90 días.

## Personal y departamentos

### Comisionados
La Comisión de Preservación de Monumentos Históricos consta de 11 comisionados, que no reciben remuneración y sirven términos de tres años a tiempo parcial. Por ley, los comisionados deben incluir un mínimo de seis profesionales: tres arquitectos, un historiador, un urbanista o paisajista y un agente inmobiliario. Además, los comisionados deben incluir al menos un residente de cada uno de los cinco boroughs de la ciudad de Nueva York (que también puede ser un profesional). Todos los comisionados son no remunerados, excepto el presidente. La comisión también emplea una fuerza laboral remunerada de tiempo completo de 80 personas, compuesta por administradores, asesores legales, arquitectos, historiadores, expertos en restauración e investigadores. Los estudiantes patrocinados por el gobierno federal, así como los voluntarios, también asisten a la comisión.

### Departamentos
El personal de tiempo completo, los estudiantes y los voluntarios se dividen en seis departamentos. El departamento de investigación realiza investigaciones de estructuras y sitios que se han considerado hitos potenciales. El departamento de preservación revisa y aprueba las solicitudes de permisos para estructuras y sitios que se han considerado hitos. El departamento de cumplimiento revisa los informes de presuntas violaciones de la Ley de Monumentos Históricos, que incluye alteraciones a un monumento histórico. En 2016, la comisión de preservación consolidó su colección arqueológica de artefactos y lanzó un departamento de arqueología reconstruida, conocido como el Depósito Arqueológico de la Ciudad de Nueva York: El Centro de Investigación Nan A. Rothschild. Los arqueólogos trabajan para el centro revisando el impacto de los proyectos subterráneos propuestos, así como supervisando cualquier descubrimiento arqueológico. El departamento de revisión ambiental utiliza datos de los departamentos de investigación y arqueología para recopilar informes para las agencias gubernamentales que requieren una revisión ambiental para sus proyectos. Finalmente, el Programa de Subvenciones para la Preservación Histórica distribuye subvenciones a propietarios de propiedades emblemáticas designadas por la LPC o en el Registro Nacional de Lugares Históricos (NRHP).

## Tipos
Al 1 de febrero de 2022, hay más de 37 000 propiedades emblemáticas en la ciudad de Nueva York, la mayoría de las cuales están ubicadas en 150 distritos históricos en los cinco boroughs. El número total de sitios protegidos incluye 1435 puntos de referencia individuales, 121 puntos de referencia interiores y 11 puntos de referencia panorámicos. SAlgunos de estos también son Hitos Históricos Nacionales (NHL), y muchos están en el NRHP.
- Punto de referencia individual: Los exteriores de objetos o estructuras; el interior no está incluido a menos que se designe por separado. Los hitos individuales deben tener al menos 30 años y contener "un carácter especial o un interés o valor histórico o estético especial como parte del desarrollo, el patrimonio o las características culturales de la ciudad, el estado o la nación".[19]
- Punto de referencia interior: los interiores de las estructuras, que se ajustan a los criterios de hitos individuales y están "habitualmente abiertos o accesibles al público".[19]
- Punto de referencia escénico: sitios propiedad de la ciudad, que se ajustan a los criterios de hitos individuales y son "parques u otras características del paisaje".[19]
- Distritos históricos: regiones con edificios que se ajustan a los criterios de hitos individuales y contienen "importancia arquitectónica e histórica". Los distritos emblemáticos también deben ser coherentes geográficamente con un "paisaje urbano coherente" y un "sentido de lugar".[19]

## Historia

### Contexto

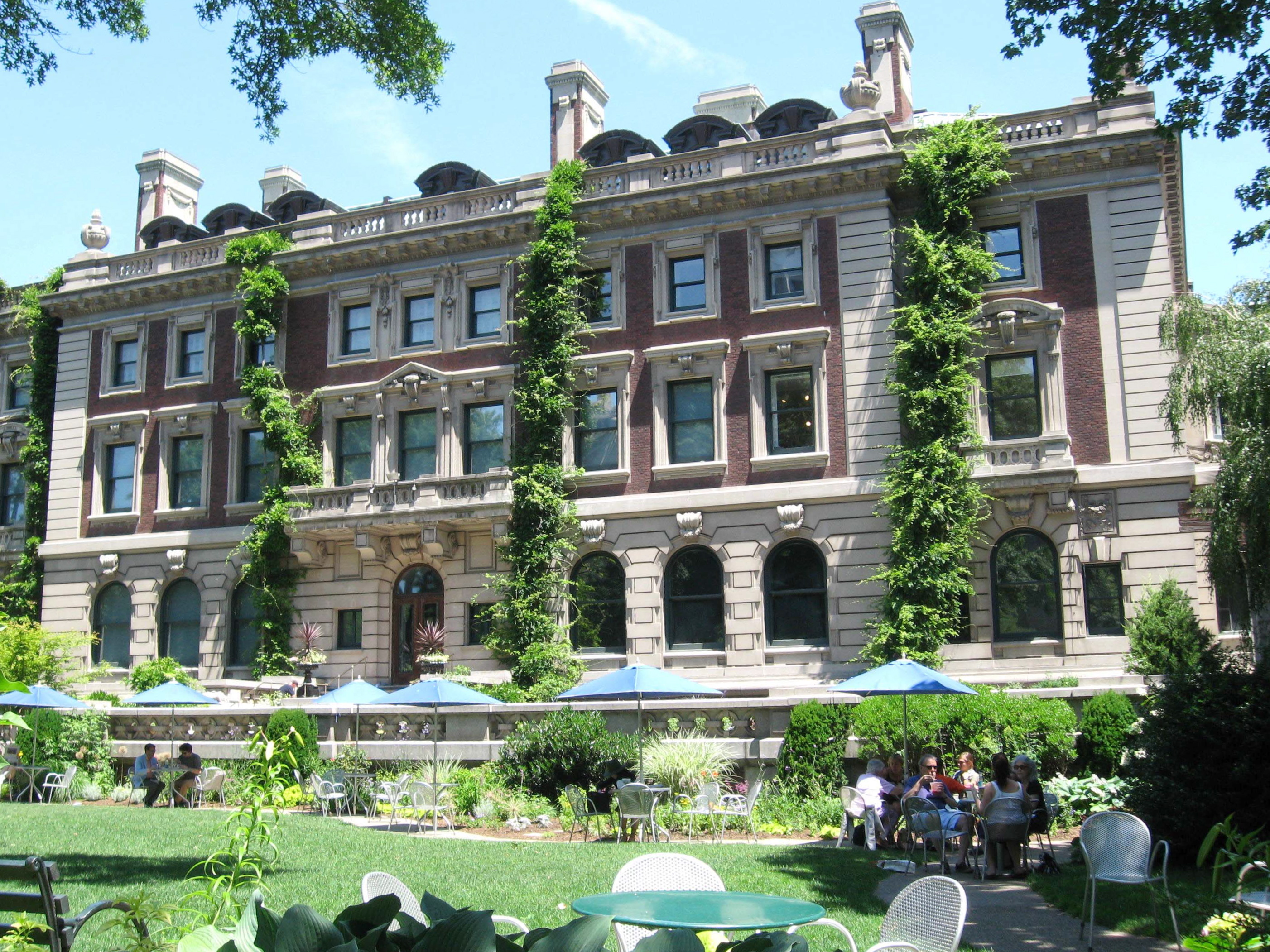
Antes de que se fundara el LPC, edificios como la mansión Andrew Carnegie se conservaron en gran medida en función de la defensa individual o grupal.

El movimiento de preservación en la ciudad de Nueva York se remonta al menos a 1831, cuando el New York Evening Post expresó su oposición a la demolición de una casa del siglo XVII en Pearl Street en el Bajo Manhattan. Antes de la creación de la LPC, los edificios y las estructuras se conservaban principalmente a través de la promoción, ya sea de individuos o de grupos. Numerosas residencias se salvaron de esta manera, incluida Andrew Carnegie Mansion, Percy R. Pyne House y Oliver D. Filley House, todas las cuales finalmente se convirtieron en hitos individuales después de la formación de la LPC. Otras estructuras como Van Cortlandt House, Morris-Jumel Mansion, Edgar Allan Poe Cottage y Dyckman House se conservaron como casas museo históricas a finales del siglo XIX y principios del XX. Los defensores también lideraron esfuerzos para preservar sitios culturales como el Carnegie Hall, que a fines de la década de 1950 estaba programado para ser reemplazado por una torre de oficinas. Sin embargo, los primeros movimientos de preservación a menudo se centraron en preservar las casas de estilo colonial, mientras prestaban relativamente poca atención a otros estilos arquitectónicos o tipos de edificios.
En general, hubo poco apoyo para el movimiento de conservación hasta la Segunda Guerra Mundial. Estructuras como la Oficina de Correos y Palacio de Justicia del Ayuntamiento, la Iglesia Presbiteriana de Madison Square (1906) y el Madison Square Garden (1890) fueron demolidos si habían perdido el favor arquitectónico. Otros, como la Capilla de San Juan, fueron destruidos a pesar del apoyo para su conservación. En la década de 1950, hubo un apoyo creciente para la preservación de estructuras arquitectónicamente significativas. Por ejemplo, un estudio de 1954 encontró aproximadamente doscientas estructuras que potencialmente podrían conservarse. Al mismo tiempo, las estructuras más antiguas, especialmente las construidas antes de la Primera Guerra Mundial, se percibían como un impedimento para el desarrollo. La demolición de la estación de Pensilvania entre 1963 y 1966, a pesar de la protesta generalizada, se cita como un catalizador para el movimiento de preservación arquitectónica en los Estados Unidos, particularmente en la ciudad de Nueva York.

### Creación
El Comité del Alcalde para la Preservación de Estructuras de Importancia Histórica y Estética fue formado a mediados de 1961 por el alcalde Robert F. Wagner Jr. Este comité se disolvió a principios de 1962. Wagner formó la Comisión de Preservación de Monumentos Históricos el 21 de abril de 1962, con doce miembros no asalariados. Poco después, LPC comenzó a designar edificios como hitos. Ese julio, Wagner emitió una orden ejecutiva que obligaba a las agencias municipales a notificar a la LPC sobre cualquier "mejora pública propuesta".
La primera versión de la LPC inicialmente tenía poco poder sobre la aplicación, y no pudo evitar la demolición de la estación de Pensilvania. Como resultado, en abril de 1964, el miembro de la LPC Geoffrey Platt redactó una Ley de Monumentos Históricos de la Ciudad de Nueva York. Las protestas por la destrucción propuesta de Brokaw Mansion en el Upper East Side de Manhattan, identificada por el LPC como un posible hito, inspiró a Wagner a enviar la legislación al Ayuntamiento de Nueva York a mediados de 1964. La ley, presentada en el Concejo Municipal en octubre, aumentaría significativamente los poderes de la LPC. El Ayuntamiento citó preocupaciones de que "la ciudad ha estado y está sufriendo la pérdida y destrucción de su patrimonio arquitectónico a un ritmo alarmante, especialmente en los últimos 8-10 años". El comité del Concejo Municipal que estaba revisando la legislación hizo varios cambios a la Ley de Monumentos Históricos; por ejemplo, el comité eliminó una cláusula que ordenaba un 120 m zona de protección alrededor de los hitos propuestos. El proyecto de ley fue aprobado por el Concejo Municipal el 7 de abril de 1965, y fue promulgado por Wagner el 20 de abril.

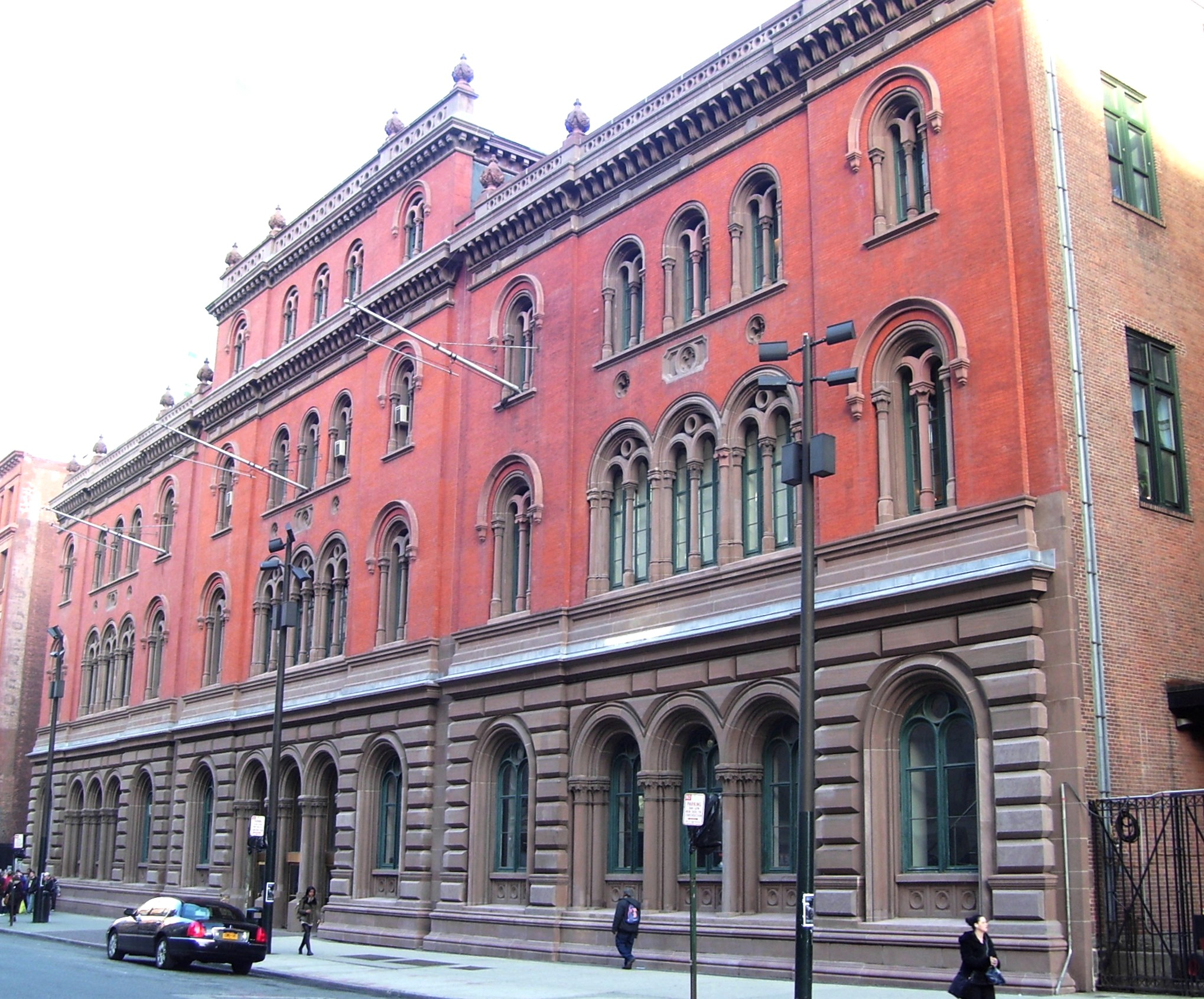
La Biblioteca Astor se discutió durante la primera audiencia pública de la comisión en 1965.

Los primeros once comisionados que asumieron el cargo bajo la Ley de Hitos prestaron juramento durante junio de 1965. Platt fue el primer presidente, sirviendo hasta 1968. La primera audiencia pública de la LPC tuvo lugar en septiembre de 1965 y los primeros veinte hitos se designaron el mes siguiente. La Casa Wyckoff en Brooklyn fue el primer hito numérico, y fue designada simultáneamente con estructuras como la Biblioteca Astor, la Casa del Comandante del Navy Yard de Brooklyn, la Aduana de EE. UU. de Bowling Green y seis edificios en Snug Harbor de marineros. El primer distrito emblemático, el distrito histórico de Brooklyn Heights, fue designado en noviembre de 1965. En su primer año, el LPC designó 37 hitos además del distrito histórico de Brooklyn Heights. Los primeros hitos de la LPC se seleccionaron principalmente en función de su arquitectura, y eran en gran parte edificios gubernamentales, instituciones o estructuras cuya preservación era poco probable que fuera controvertida. Como resultado, varios edificios destacados fueron destruidos en los primeros años de existencia de la LPC, como el edificio Singer y el edificio New York Tribune. Otras estructuras, como Villard Houses y Squadron A Armory, se salvaron solo parcialmente.

### Cambios
La LPC tuvo su sede en el Mutual Reserve Building de 1967 a 1980, y en el Old New York Evening Post Building de 1980 a 1987. La legislación original permitía a la LPC designar hitos durante dieciocho meses después de la entrada en vigor de la ley, seguidos de ciclos alternos de pausas de tres años y "períodos de designación" de seis meses. En 1973, el alcalde John Lindsay firmó una legislación que permitía a la LPC considerar los hitos de forma continua. El proyecto de ley también introdujo nuevas designaciones de hitos escénicos e interiores. El primer hito panorámico fue Bryant Park, mientras que el primer hito interior fue parte de la rama principal vecina de la Biblioteca Pública de Nueva York; ambos fueron designados en noviembre de 1974.
En sus primeros veinticinco años, la LPC designó 856 hitos individuales, 79 hitos interiores y 9 hitos escénicos, al tiempo que declaró 52 vecindarios con más de 15 000 edificios como distritos históricos. En 1989, cuando el LPC y su proceso estaban bajo revisión luego de un panel creado por el alcalde Edward Koch en 1985, se tomó la decisión de cambiar el proceso por el cual los edificios se declaran como hitos debido a algunos problemas percibidos con la forma en que opera la LPC así como la constatación de que la destrucción temida cuando se formó la LPC ya no era inminente. En 1990, David Dinkins citó a la LPC por haber preservado la identidad municipal de la ciudad de Nueva York y mejorado la percepción del mercado de varios vecindarios. Se cree que este éxito se debe, en parte, a la aceptación general de la LPC por los desarrolladores de la ciudad. Para 2016, la LPC había designado 1355 hitos individuales, 117 hitos interiores, 138 distritos históricos y 10 hitos panorámicos.

### Decisiones judiciales destacadas
Una de las decisiones más destacadas en las que estuvo involucrada la LPC fue la preservación de la Grand Central Terminal con la ayuda de Jacqueline Kennedy Onassis. En 1978, la Corte Suprema de los Estados Unidos ratificó la ley en Penn Central Transportation Co., et al. v. Ciudad de Nueva York, et al., evitando que el Ferrocarril Central de Pensilvania altere la estructura y colocando una gran torre de oficinas encima. Este éxito a menudo se cita como significativo debido a los orígenes de la LPC luego de la destrucción de la Estación Pensilvania, a la que algunos se refieren como vandalismo arquitectónico.
En 1989, el LPC designó el distrito histórico Ladies' Mile. El año siguiente marcó la primera vez en la historia de la LPC que un hito propuesto, el Museo Guggenheim (uno de los monumentos declarados más jóvenes), recibió el voto unánime de los miembros de la LPC. La gran mayoría de las acciones de la LPC no son unánimes por sus miembros o la comunidad, con varios casos que incluyen la Iglesia Episcopal de St. Bartholomew, Bryant Park y los teatros de Broadway que resultan en desafíos. Una de las propiedades más controvertidas fue 2 Columbus Circle, que permaneció en el centro de la discusión sobre su futuro durante varios años.
Los hitos culturales, como el Stonewall Inn de Greenwich Village, también son reconocidos no por su arquitectura, sino por su ubicación en un distrito histórico designado.
En una decisión acaloradamente discutida el 3 de agosto de 2010, la LPC se negó unánimemente a otorgar el estatus de hito a un edificio en Park Place en Manhattan y, por lo tanto, no bloqueó la construcción de Cordoba House.

#### Puntos de referencia del Distrito de los Teatros
Surgió una gran disputa sobre la preservación de los teatros en el Distrito de los Teatros durante la década de 1980. La LPC consideró proteger cerca de 50 teatros legítimos como hitos individuales de la ciudad en 1982, luego de la destrucción de los teatros Helen Hayes y Morosco. Un panel asesor del alcalde Koch votó para permitir que el LPC considere los teatros no solo por su importancia histórica sino también por sus méritos arquitectónicos. En respuesta a las objeciones de algunos de los principales operadores teatrales, varias docenas de diseñadores de iluminación y escenografía se ofrecieron a trabajar en el LPC para crear pautas para hitos potenciales. Los teatros se marcaron en orden alfabético; los primeros teatros que se designaron bajo el plan de 1982 fueron Neil Simon, Ambassador y Virginia (ahora August Wilson) en agosto de 1985. [lower-alpha 1] El plan histórico luego se pospuso temporalmente hasta se promulgaron directrices; las pautas, implementadas en diciembre de 1985, permitieron a los operadores modificar los teatros para producciones sin tener que consultar el LPC.
Las designaciones históricas de teatros aumentaron significativamente en 1987, comenzando con el Palacio a mediados de 1987. Finalmente, se designaron 28 teatros adicionales como hitos, de los cuales 27 eran teatros de Broadway. La Junta de Estimaciones de la Ciudad de Nueva York ratificó estas designaciones en marzo de 1988. De estos, se protegieron tanto el interior como el exterior de 19 teatros, mientras que solo se aprobaron los interiores de siete teatros (incluido el Liceo, cuyo exterior ya estaba protegido) y los exteriores de dos teatros. Varios propietarios de teatros argumentaron que las designaciones históricas los impactaron negativamente, a pesar del acercamiento de Koch a los propietarios de teatros. La Organización Shubert, la Organización Nederlander y Jujamcyn Theatres demandaron colectivamente a la LPC en junio de 1988 para anular las designaciones históricas de 22 teatros con el argumento de que estas limitaban severamente la medida en que sus edificios podían modificarse. La Corte Suprema de Nueva York confirmó las designaciones de la LPC de estos teatros el próximo año. Los tres operadores teatrales impugnaron el fallo ante la Corte Suprema de los Estados Unidos, que se negó a escuchar la demanda en 1992, conlo cual confirmó las designaciones.

#### South Street Seaport y "New Amsterdam Market"
Un distrito histórico designado por LPC para South Street Seaport ha estado activo desde 1977 y se amplió el 11 de julio de 1989. Después de que Fulton Fish Market se trasladara al Bronx en 2005, los miembros de la comunidad, con el liderazgo del organizador Robert Lavalva, desarrollaron el "New Amsterdam Market", una reunión regular con vendedores que venden alimentos regionales y "sostenibles" fuera del antiguo Fish Market. edificios La organización autorizada del grupo planeó eventualmente intentar reconstituir el "Nuevo Edificio del Mercado", una estructura de 1939 con una fachada art déco y que era propiedad de la ciudad, en un mercado de alimentos permanente. Sin embargo, una empresa de bienes raíces, Howard Hughes Corporation, poseía un contrato de arrendamiento de gran parte del área del puerto y deseaba remodelarlo, lo que generó temores entre los lugareños de que el New Market Building fuera alterado o destruido. La corporación ha ofrecido proveer un mercado de alimentos más modesto de 930 m2 en sus planes de desarrollo, pero los organizadores del mercado no han quedado satisfechos porque creen que esta propuesta no está garantizada o no es lo suficientemente grande, y todavía no garantizaría la protección del edificio histórico.
Un grupo de activistas comunitarios formó la "Coalición Salvemos Nuestro Puerto Marítimo" para abogar por que el Nuevo Edificio del Mercado se incorpore al distrito histórico establecido por la Comisión de Preservación de Monumentos Históricos, además de pedir la protección del espacio público en el vecindario y apoyo para el museo del puerto. Este grupo incluía el Consejo de distritos históricos, el grupo comunitario "Salvemos nuestro puerto marítimo", el mercado de New Ámsterdam y la Alianza Metropolitana de Waterfront. El grupo "Save Our Seaport" argumentó específicamente que New Market Building fue culturalmente importante por su mantenimiento del histórico mercado de pescado durante 66 años, y que ofrece un "buen ejemplo de arquitectura municipal WPA Moderne (una forma cada vez más rara en todo el país)." Habían alentado a otros a escribir cartas a la LPC para apoyar la designación formal o la protección del distrito. Sin embargo, en 2013, LPC se negó a celebrar una audiencia para considerar esta designación histórica o expandir el distrito. La Junta Comunitaria 1 apoya la protección y la reutilización del New Market Building, y la Municipal Art Society argumentó en un informe que "[tiene] un significado tanto arquitectónico como cultural como el último sitio en funcionamiento del importante centro comercial y de envío en South Street Puerto marítimo."

#### Pequeña Siria y Washington Street
Después de los ataques del 11 de septiembre de 2001, el guía turístico de la ciudad de Nueva York, Joseph Svehlak, y otros historiadores locales se preocuparon de que el desarrollo fomentado por el gobierno en el centro de Manhattan llevaría a la desaparición del último patrimonio físico del que alguna vez fue el Lower West Side "de poca altura". de manhattan También conocida como "Pequeña Siria" a fines del siglo XIX y principios del XX, el área entre Battery Park y el sitio del World Trade Center, al este de West Street y al oeste de Broadway, había sido un área residencial para la élite naviera de Nueva York a principios del siglo XIX y se convirtió en un barrio importante de inmigración étnica a mediados del siglo XIX. A finales del siglo XIX y principios del XX, centrada en la calle Washington, el área se hizo conocida como la Pequeña Siria, y acogió a inmigrantes de los actuales Líbano, Siria y Palestina, así como a muchos otros grupos étnicos, incluidos griegos, armenios, irlandeses, eslovacos y checos. Debido a las acciones de dominio eminente asociadas con la construcción del Túnel Brooklyn-Battery y el World Trade Center, además de una importante construcción de gran altura en las décadas de 1920 y 1930, solo permanece una pequeña cantidad de edificios históricos de poca altura de épocas anteriores.
En 2003, Svehlak escribió un manifiesto defendiendo la designación histórica de "una trilogía" de tres edificios contiguos en Washington Street, la vía más estrechamente asociada con la "Pequeña Siria". Estos consistían en Downtown Community House – que albergaba la Bowling Green Association para servir a los inmigrantes del vecindario – 109 Washington Street (una vivienda de 1885) y la Iglesia Siria de San Jorge. Después de años de promoción, en enero de 2009, la LPC celebró una audiencia sobre la designación histórica de la iglesia melquita, que tuvo éxito. Sin embargo, bajo la presidencia de Robert Tierney, la LPC se había negado a celebrar audiencias en Downtown Community House o en 109 Washington Street.
Los grupos comunitarios y de conservación —incluidos los "Amigos del Lower West Side" y el grupo "Salvemos Washington Street" dirigido por el estudiante de St. Francis College Carl "Antoun" Houck — han continuado, especialmente, abogando por una audiencia sobre la Casa Comunitaria del Centro, argumentando que su historia demuestra la herencia multiétnica del vecindario, y que su arquitectura de Renacimiento Colonial vincula intencionalmente a los inmigrantes con los cimientos del país, y que preservar los tres edificios juntos contaría una historia coherente historia de un barrio étnico pasado por alto, pero importante. Además de las organizaciones árabe-estadounidenses nacionales, la Junta Comunitaria de Manhattan 1 y la concejala de la ciudad Margaret Chin también han abogado por que la LPC celebre una audiencia sobre la Casa Comunitaria del Centro. Sin embargo, según el Wall Street Journal, la LPC argumenta que "los edificios carecen de la importancia arquitectónica e histórica necesaria y que existen mejores ejemplos del movimiento de casas de asentamiento y viviendas en otras partes de la ciudad". Los activistas han dicho que esperan que el LPC bajo el nuevo alcalde sea más receptivo a la preservación en el vecindario.

## Antiguos hitos
En muy raras ocasiones, se ha revocado un estatus de hito otorgado por la LPC. Algunos han sido revocados por voto del Consejo de la Ciudad de Nueva York o antes de 1990, la Junta de Estimaciones de la Ciudad de Nueva York. Otros han sido demolidos, ya sea por abandono o por urbanización, y revocados por la LPC.
| Nombre                                              | Imagen | Fecha de designación     | Fecha de eliminación     | Ubicación     | Notas |
| --------------------------------------------------- | ------ | ------------------------ | ------------------------ | ------------- | --- |
| 71 Pearl Street                                     |        | 17 de mayo de 1966       | 1968                     | Manhattan     | - Hito 0041 Archivado el 1 de julio de 2022 en Wayback Machine. - El edificio fue demolido y su sitio fue ocupado más tarde por 85 Broad Street.                                              |
| 135 Bowery                                          |        | 29 de junio de 2011      | 16 de septiembre de 2011 | Manhattan     | - Hito 2439 Archivado el 14 de noviembre de 2021 en Wayback Machine. - El edificio fue demolido en 2012.                                                                                      |
| Austin, Nichols and Company Warehouse               |        | 20 de septiembre de 2005 | 30 de noviembre de 2005  | Brooklyn      | - Hito 2163 Archivado el 14 de noviembre de 2021 en Wayback Machine. - El estatus de hito no superó la votación del Concejo Municipal de Nueva York                                           |
| Sinagoga Beth Hamedrash Hagodol                     |        | 28 de febrero de 1967    |                          | Manhattan     | - Hito 0637 Archivado el 25 de febrero de 2018 en Wayback Machine. - El edificio fue destruido por un incendio en 2017.                                                                       |
| Catedral de San Juan el Divino                      |        | 17 de junio de 2003      | 25 de octubre de 2003    | Manhattan     | - Hito 2127 Archivado el 14 de noviembre de 2021 en Wayback Machine. - Redesignado en 2017 como hito 2585                                                                                     |
| Coogan (Raquet Court Club) Building                 |        | 03 de octubre de 1989    | 08 de octubre de 1989    | Manhattan     | - Hito 1709 Archivado el 14 de noviembre de 2021 en Wayback Machine. - El edificio fue demolido.                                                                                              |
| Dvorak House, 327 East 17th Street                  |        | Febrero de 1991          | Junio de 1991            | Manhattan     | - El estatus de hito no superó la votación del Concejo Municipal de Nueva York. - El edificio fue demolido.                                                                                   |
| First Avenue Estate                                 |        | 24 de abril de 1990      | 16 de agosto de 1990     | Manhattan     | - Hito 1692 - Redesignado en 2006 como hito 1692A. |
| Grace Episcopal Memorial Hall                       |        | 26 de octubre de 2010    | 18 de enero de 2011      | Queens        | - Hito 2394 - El estatus de hito no superó la votación del Concejo Municipal de Nueva York.                                                                                                   |
| Banco de Ahorros de Jamaica, 161-02 Jamaica Avenue  |        | 05 de mayo de 1992       | 1992                     | Queens        | - Hito 1800 - El estatus de hito no superó la votación del Concejo Municipal de Nueva York. - Redesignado en 2008 como hito 2109                                                              |
| Banco de Ahorros de Jamaica, 89-01 Queens Boulevard |        | 28 de junio de 2005      | 20 de octubre de 2005    | Queens        | - Hito 2173 - El estatus de hito no superó la votación del Concejo Municipal de Nueva York.                                                                                                   |
| Mansión Jerome                                      |        | 21 de noviembre de 1965  | 23 de junio de 1966      | Manhattan     | - Hito 0015 Archivado el 1 de julio de 2022 en Wayback Machine. - La mansión fue demolida en 1967 y reemplazada por New York Merchandise Mart.                                                |
| Lakeman-Cortelyou-Taylor House                      |        | 13 de diciembre de 2016  | Marzo de 2017            | Staten Island | Hito 2444 |
| New Brighton Village Hall                           |        | 12 de diciembre de 2006  | 12 de diciembre de 2006  | Staten Island | - Hito 0028 - El edificio fue rechazado en 2004 por negligencia extrema. |
| Public School 31                                    |        | 15 de julio de 1986      | 10 de diciembre de 2019  | Bronx         | - Hito 1435 Archivado el 11 de marzo de 2010 en Wayback Machine. - El edificio fue rechazado en 2014 por negligencia extrema.                                                                 |
| Samuel H. & Mary T. Booth House                     |        | 28 de noviembre de 2017  | 12 de marzo de 2018      | Bronx         | Hito 2488 |
| Stafford "Osborn" House                             |        | 28 de noviembre de 2017  | 12 de marzo de 2018      | Bronx         | Hito 2479 |
| Steinway Historic District                          |        | 28 de noviembre de 1974  | 23 de enero de 1975      | Queens        | |
| Walker Theatre                                      |        | 11 de septiembre de 1984 | 24 de enero de 1985      | Brooklyn      | - Hito interior. Hito 1291 Archivado el 2 de diciembre de 2021 en Wayback Machine. - Los espacios interiores se dividieron en un cine de cuatro pantallas y luego se convirtieron en tiendas. |